# Rick & Steve
Rick & Steve é uma série animada americana de humor adulto produzido pelo Adult Swim e criado por Q Allan Brocka. Conta a história de um casal homossexual que mora na Califórnia e tem um dia a dia cheio de curiosidades sobre ambos moradores da comunidade Gay local.

## No Brasil
No Brasil a série foi exibida no canal de tevevisão por assinatura Cartoon Network durante o bloco adult swim,em 2009 a série voltou a ser exibida no canal I-Sat ainda no bloco adult swim.